# Kenova
Kenova és una població dels Estats Units a l'estat de Virgínia de l'Oest. Segons el cens del 2000 tenia 3.485 habitants.

## Demografia
Segons el cens del 2000, Kenova tenia 3.485 habitants, 1.594 habitatges, i 996 famílies. La densitat de població era de 1.112 habitants per km².
Dels 1.594 habitatges en un 24,5% hi vivien nens de menys de 18 anys, en un 43,3% hi vivien parelles casades, en un 14,9% dones solteres, i en un 37,5% no eren unitats familiars. En el 34,8% dels habitatges hi vivien persones soles el 15,9% de les quals corresponia a persones de 65 anys o més que vivien soles. El nombre mitjà de persones vivint en cada habitatge era de 2,18 i el nombre mitjà de persones que vivien en cada família era de 2,77.
Per edats la població es repartia de la següent manera: un 20,5% tenia menys de 18 anys, un 9% entre 18 i 24, un 25,7% entre 25 i 44, un 24,6% de 45 a 60 i un 20,1% 65 anys o més.
L'edat mediana era de 41 anys. Per cada 100 dones de 18 o més anys hi havia 81 homes.
La renda mediana per habitatge era de 23.342 $ i la renda mediana per família de 29.688 $. Els homes tenien una renda mediana de 27.656 $ mentre que les dones 22.500 $. La renda per capita de la població era de 16.485 $. Entorn del 14,5% de les famílies i el 18,6% de la població estaven per davall del llindar de pobresa.

## Poblacions més properes
El següent diagrama mostra les poblacions més properes.